# Alessandro Leopardi
Alessandro Leopardi ou Leopardo (Veneza, 1466 – Veneza, c. 1512) foi um escultor da Itália.

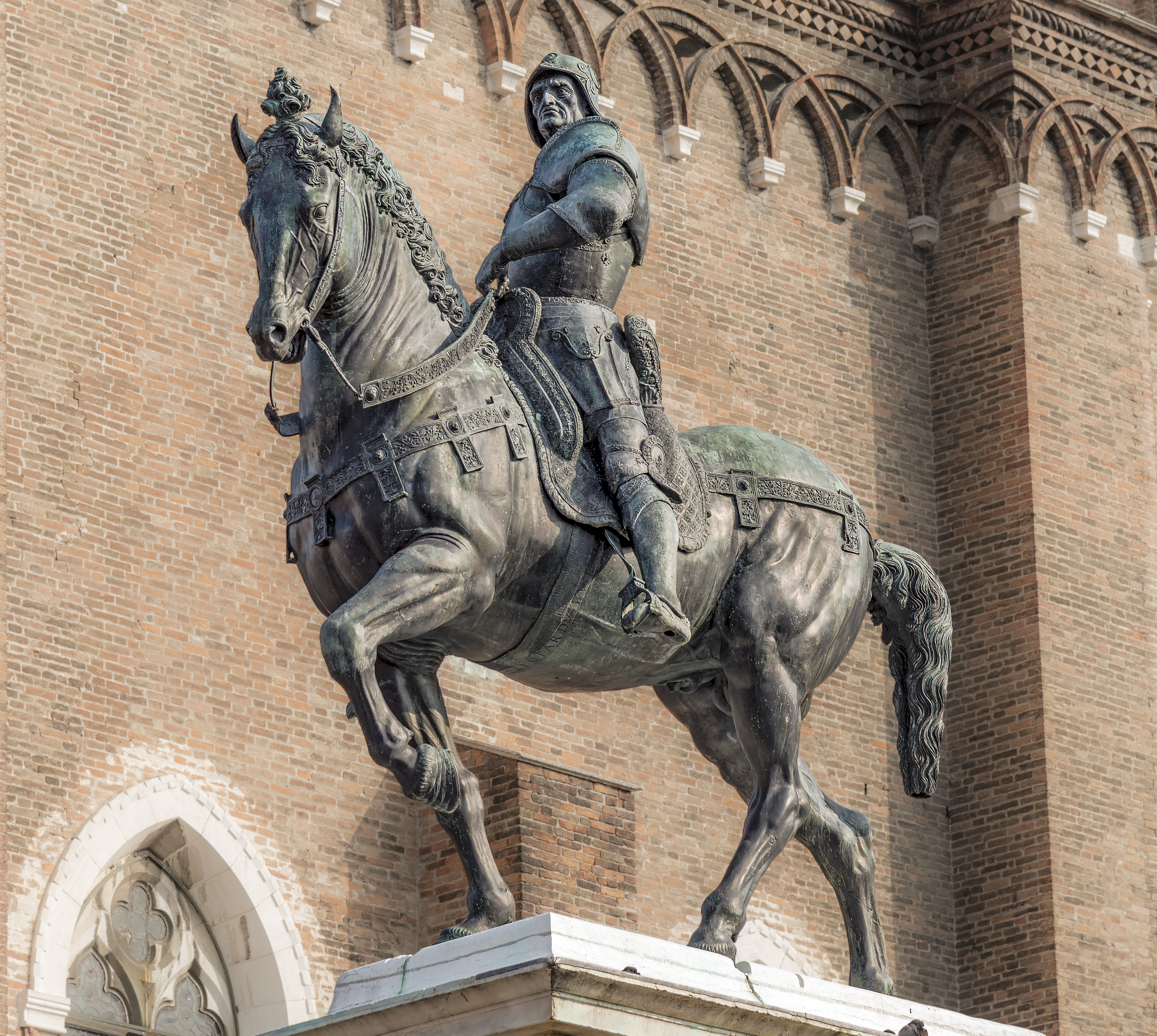
Escultura equestre de Bartolomeo Colleoni

Sua primeira obra conhecida é uma imponente tumba para o doge Andrea Vendramin, onde teve auxílio de Tullio Lombardo. Em 1487 foi exilado sob acusação de fraude, mas foi chamado de volta pelo senado para terminar e fundir uma escultura equestre de Bartolomeo Colleoni, obra de Verrocchio, que permanecia apenas no modelo quando o autor faleceu. Entre 1502 e 1505 trabalhou na tumba do cardeal Zeno na Basílica de São Marcos, que foi concluída por Pietro Lombardo.